# Onoreidium bottimeri
Onoreidium bottimeri là một loài bọ cánh cứng trong họ Bọ hung (Scarabaeidae).